# Абу-ль-Касим аль-Хои
Сейид Абу аль-Касим аль-Хои (19 ноября 1899, Хой — 8 августа 1992, Эль-Куфа, Наджаф) — шиитский богослов, великий аятолла. Живя в Эн-Наджафе (Ирак), был духовным лидером миллионов шиитских мусульман.

## Биография
В детстве Хои изучал персидскую поэзию и религию. В 13 лет его отправили изучать исламское право (шариат) в Эн-Наджаф, где он остался и стал одним из самых главных шиитских священнослужителей своего времени. В 1970 году получил статус марджа ат-таклид (с араб. «источник подражания»).
Служил шиитским общинам как в Ираке, так и во всём мире. Хои был наставником многих наиболее важных духовных лиц последней четверти 20-го века, включая Мухаммеда Бакира ас-Садра из Ирака и Мусу ас-Садра и Мухаммада Хусейна Фадлаллаха из Ливана. Он учредил международный благотворительный фонд и написал более 90 книг по шиизму, в том числе комментариев к Корану, аль-Байан фи Тафсир аль-Куран («Изложение толкования Корана»). 
Хотя он открыто критиковал режим Мухаммеда Реза Пахлеви, он отказался поддержать аятоллу Рухоллу Хомейни и его исламскую революцию в Иране. Он считался главным представителем «мирных людей», то есть группы шиитских священнослужителей, которые считали, что религиозный класс должен избегать политической активности. Он также отказался принять одну из сторон в ирано-иракской войне (1980-88) и после неудачного шиитского восстания против иракского режима после Войны в Персидском заливе (1990-91), Хои был помещён под домашний арест.
Абу аль-Касим аль-Хои умер 8 августа 1992 в Эль-Куфе (Ирак). Иракское правительство не разрешило большие публичные похороны для него, но правительства как Ирана, так и Ирака объявили официальный трёхдневный траур после его смерти.